# Maddison Elliott

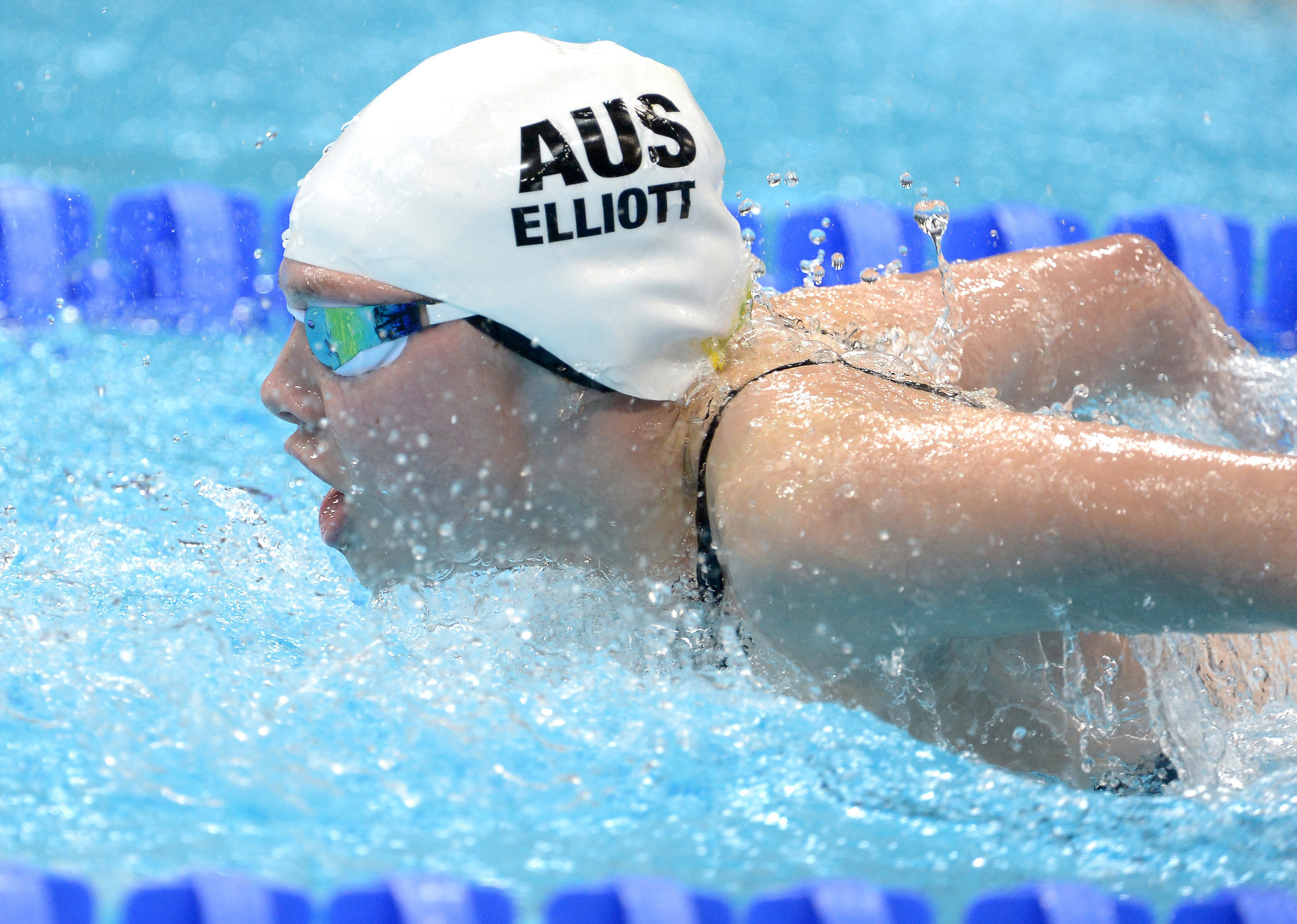
Elliott disputando as Paralimpíadas de Londres 2012.

Maddison Gae Elliott, OAM (nascida em 3 de novembro de 1998) é uma nadadora paralímpica australiana. Nos Jogos Paralímpicos de Verão de 2012 em Londres, no Reino Unido, Elliott se tornou a mais jovem medalhista paralímpica da Austrália ao conquistar medalhas de bronze nas provas femininas dos 100 e 400 metros livre da categoria S8. Logo se tornou a mais jovem medalhista de ouro do país, quando integrou a equipe australiana de natação que disputou a prova feminina do revezamento 4x100 metros livre (34 pontos). Já na Rio 2016 (Brasil), conquistou duas medalhas de ouro e duas de prata.
Elliott conquistou a medalha de ouro nos Jogos da Commonwealth de 2014, realizados em Glasgow, na Escócia, na prova feminina dos 100 metros livre, categoria S8, com o tempo recorde mundial de 1h05min32s, quebrando o recorde estabelecido pela norte-americana Jessica Long, em 2012.
Também disputou o Campeonato Mundial de Natação Paralímpica de 2015, em Glasgow, na Escócia, onde obteve medalhas de ouro nos 50 metros livre S8 com o tempo recorde mundial de 1h04min71s, 100 metros costas S8 e no revezamento 4x100 metros livre (34 pontos), medalhas de prata nos 400 metros livre S8 e no revezamento 4x100 medley feminino e uma medalha de bronze nos 100 metros borboleta, categoria S8.

## Detalhes
Maddison Gae Elliott nasceu em Newcastle, no estado australiano da Nova Gales do Sul, em 3 de novembro de 1998. Tem paralisia cerebral do lado direito em consequência de um acidente vascular cerebral neonatal e foi diagnosticada com a condição aos seus quatro anos de idade. Além de nadar, ela praticou atletismo e até 2010 estabeleceu seis recordes de classificação etária australiana. Reside em Gillieston Heights, Nova Gales do Sul, desde 2016. Elliott tem uma irmã mais velha chamada Dimity Elliott.